# Villa Tejúpam de la Unión (kommun)
Villa Tejúpam de la Unión är en kommun i Mexiko.   Den ligger i delstaten Oaxaca, i den sydöstra delen av landet, 260 km sydost om huvudstaden Mexico City.
Följande samhällen finns i Villa Tejúpam de la Unión:
- Villa Tejúpam de la Unión
- Yuyusa
- Yodobada
- Santa Catarina